# 王环 (马楚)
王环（?—?），五代十国马楚人。
王环为人勇悍，善兵法。唐末，随刘建锋、马殷入据湖南武安军，刘建锋死后，马殷继任，他事奉马殷，数次从马殷征伐有功，乾化年间，授岳州都指挥使。曾经乘南风，指挥水军夜袭黄州（今湖北黄冈），杨吴驻扎鄂州的军队不敢逼近。天成三年（928年），改任六军副使，出兵攻荆南，在刘郎洑大败敌军。约和而还。马殷责他不能攻取荆南。王环说荆南在四战之地，是马楚阻挡前蜀、杨吴、后唐的屏障。马殷于是大悦。王环身先士卒，与将士同甘共苦。为伤者治伤。几年后去世，其子王赟。